# Colin Greenland
Œuvres principales
- Le Pays de Cocagne

Colin Greenland, né le 17 mai 1954 à Douvres en Angleterre, est un auteur de science-fiction britannique. Il est surtout connu pour son roman Le Pays de Cocagne (Take Back Plenty, 1990), qui a remporté le prix British Science Fiction du meilleur roman 1990 et le prix Arthur-C.-Clarke 1991.
Le premier livre publié par Greenland, basé sur sa thèse de doctorat The Entropy Exhibition: Michael Moorcock and the British 'New Wave' in Science Fiction (1983), porte un regard critique sur la Nouvelle vague. Son plus grand succès est la Plenty series, débutant avec Le Pays de Cocagne et se poursuivant avec Seasons of Plenty (1995), The Plenty Principle (1997) et Mother of Plenty (1998).

## Biographie
Colin Greenland partage sa vie avec Susanna Clarke depuis 1996.

## Œuvres

### SérieDaybreak
1. (en) Daybreak on a Different Mountain, Unwin Hyman, 1984
2. (en) The Hour of the Thin Ox, Unwin Hyman, 1987
3. (en) Other Voices, Unwin Hyman, 1988

### SériePlenty
1. Pays de Cocagne, Payot, coll. « SF », 2000 ((en) Take Back Plenty, Unwin Hyman), trad. Luc Carissimo, 528 p.  (ISBN 2-228-89328-5)
2. (en) Seasons of Plenty, HarperCollins, 1995
3. (en) Mother of Plenty, HarperCollins Voyager, 1998

- (en) The Plenty Principle, HarperCollins Voyager, 1997

### SérieDreamtime
Chaque volume de cette série est écrit par un écrivain différent. Les auteurs des autres volumes sont : Stephen Bowkett (tome 1), Jenny Jones (tome 2) et Christopher Evans (tome 4).
1. (en) Spiritfeather, Orion, 2000

### Romans indépendants
- Les Chemins de l'espace, J'ai lu, coll. « Millénaires », 2000 ((en) Harm's Way, HarperCollins, 1993), trad. Patrick Marcel, 396 p.  (ISBN 2-290-30483-2)
- (en) Finding Helen, Black Swan, 2002

### Essais
- (en) The Entropy Exhibition: Michael Moorcock and the British 'New Wave' in Science Fiction, Routledge & Keegan, 1983
- (en) Storm Warnings: Science Fiction Confronts the Future, Southern Illinois University Press, 1987Écrit avec Eric S. Rabkin et George E. Slusser.
- (en) Michael Moorcock: Death is No Obstacle, Savoy Books, 1992

### Éditeur
- (en) Interzone: The First Anthology, Everyman Fiction, 1985Écrit avec John Clute et David Pringle.